# Penjamillo de Degollado
Penjamillo de Degollado är en kommunhuvudort i Mexiko.   Den ligger i kommunen Penjamillo och delstaten Michoacán de Ocampo, i den centrala delen av landet, 300 km väster om huvudstaden Mexico City. Penjamillo de Degollado ligger 1 708 meter över havet och antalet invånare är 3 584.
Terrängen runt Penjamillo de Degollado är huvudsakligen kuperad, men åt nordost är den platt. Penjamillo de Degollado ligger nere i en dal. Runt Penjamillo de Degollado är det ganska glesbefolkat, med 43 invånare per kvadratkilometer. Närmaste större samhälle är Numarán, 16,9 km norr om Penjamillo de Degollado. I omgivningarna runt Penjamillo de Degollado växer huvudsakligen savannskog.